# Kościół Narodzenia Najświętszej Maryi Panny w Ortelu Książęcym Drugim
Kościół Narodzenia Najświętszej Maryi Panny w Ortelu Książecym Drugim – rzymskokatolicki kościół w Ortelu Książęcym Drugim, pierwotnie cerkiew.
Parafia unicka w Ortelu Książęcym działała przed 1626. W 1797 Radziwiłłowie wznieśli na jej potrzeby drewnianą cerkiew. W 1875 zamieniona na cerkiew prawosławną. W  latach 1876-1879  zbudowano obecną świątynię, którą 21 grudnia 1879 poświęcił przełożony monasteru św. Onufrego w Jabłecznej archimandryta Narcyz (Silwiestrow).
W 1919 cerkiew przejął Kościół katolicki.